# Bourse de Bakou
La Bourse de Bakou ou BSE (en azéri Bakı Fond Birjası ou BFB), est la principale bourse en Azerbaïdjan, qui est basée dans la capitale Bakou (Bül-Bül prospekti 19, AZ1000). La Bourse de Bakou a commencé ses opérations le 15 février 2000. La bourse est très active et est la plus grande bourse du Caucase,. Les échanges sur la Bourse de Bakou se déroulent du lundi au vendredi entre 9 h et 15 h (heure locale: UTC+4 et UTC+5 à l'heure d'été),.
La Bourse de Bakou est responsable pour les titres publics (bons du trésor) et les échanges d'actions. Comme une bourse relativement récente, elle est entièrement automatisée et est en constante évolution aussi bien au niveau des techniques utilisées que des services auprès des investisseurs, intermédiaires et sociétés cotées,.